# DNA超螺旋

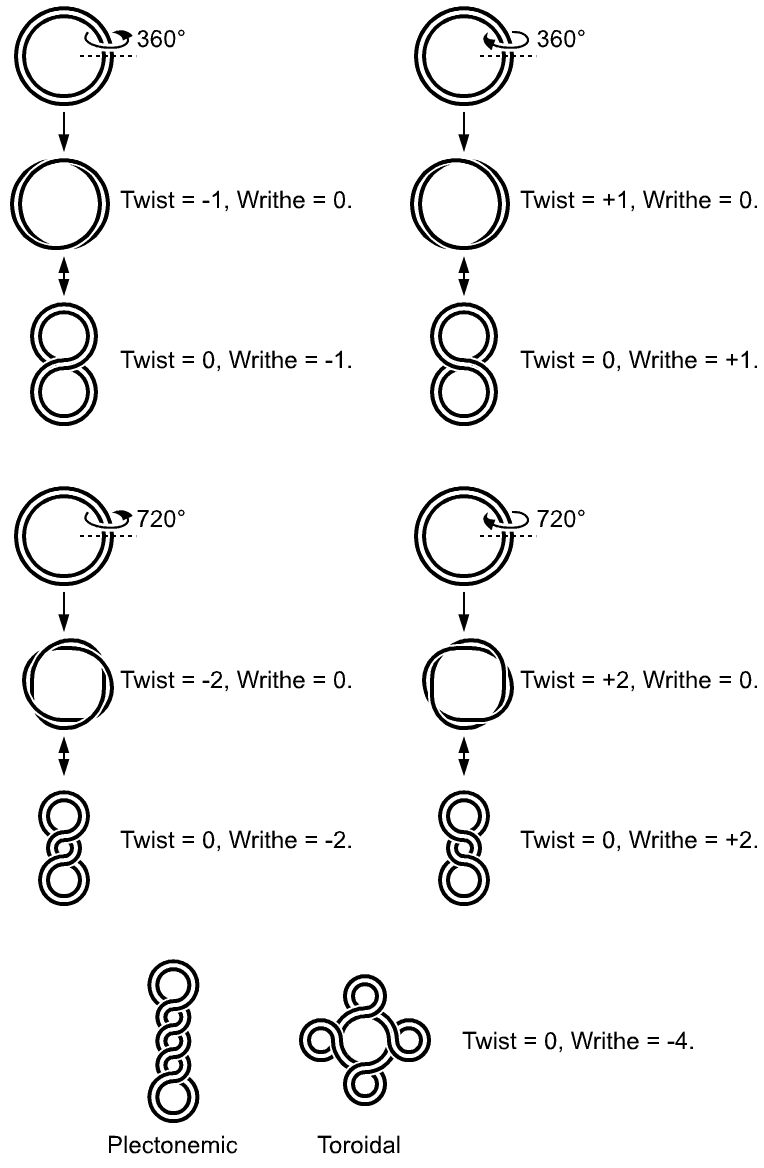
環狀DNA的超螺旋結構。

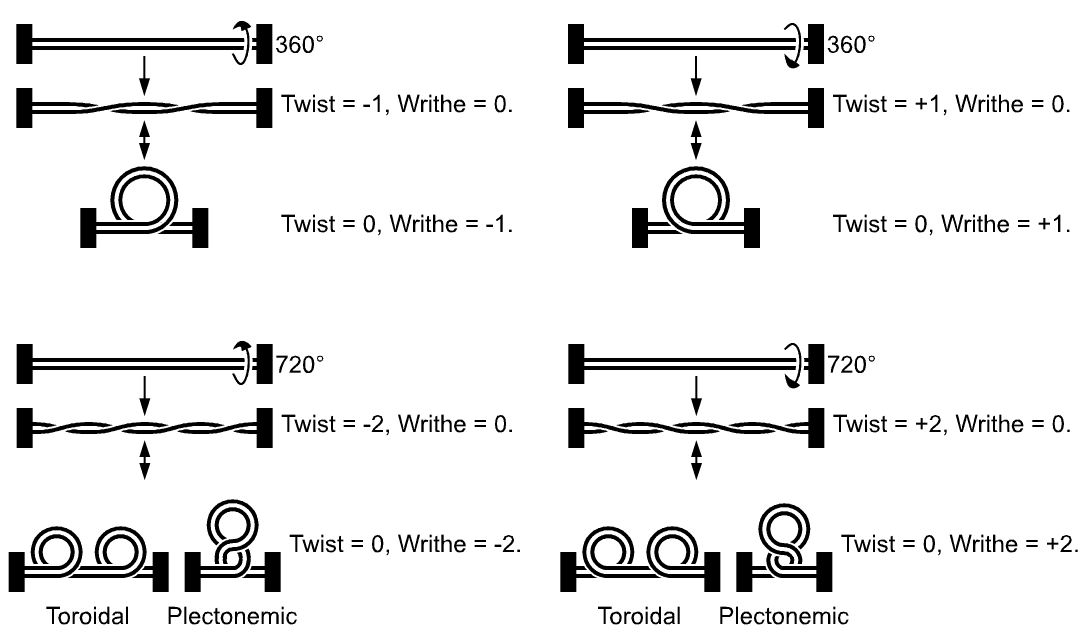
線狀DNA的超螺旋結構。

DNA超螺旋（英語：DNA supercoil）指雙螺旋環狀DNA扭轉後再進一步地扭轉，產生的結構類似電話線被扭轉之後的樣子。
所谓的超螺旋就是：原本已经是螺旋形态的结构进一步再次螺旋缠绕。对DNA而言，原本已经是双股螺旋的结构，如果进一步再次缠绕成为螺旋形，就叫超螺旋。就正常的DNA而言都会维持在超螺旋的状态，乃至将DNA从细胞中萃取出来时也是维持在超螺旋结构。
而DNA维持在超螺旋状态的方法是通过减低回转（turn）数目来达成。通过减低回转数，引入结构性张力而使得DNA发生超螺旋以缓解张力。
超螺旋的发生是因为有结构性张力被引入DNA而导致：为了疏解张力，所以进一步缠绕成为双螺旋。（此处引入张力的前提是：在连续性变形中，如果DNA 扭转的数目减少，但是碱基数仍然不变，则代表每一回转中碱基数目会增加，不同于一般 B DNA 的10.5碱基/回转，则代表有张力被引入结构。注意此处的前提不包括非连续性变形，因为非连续性变形讲的是双股发生断裂而使得碱基数减少，此处讨论的前提是碱基数不变情况下，回转数减少而使的张力增加。）
至于结构性张力被引入的原因，是因为有拓扑異構酶的存在。拓扑酶的作用原理是：对于放松状态的DNA进行切割后，移位，再粘回去，从而将张力引入螺旋之中，导致超螺旋的形成。
拓扑酶引入张力有两种方式：减少连环数（linking number）或增加连环数，都会使张力被引入。而拓扑酶有两种：第一型主要是減少 1个连环数，而第二型主要是减少两个连环数。
举个例子：如果放松状态的DNA透过某方法增加2个 连环数，导入张力，进而形成双螺旋结构，则打开双螺旋结构时就会由第二型拓扑酶减少两个连环数使得每一回转中碱基数目回复放松时的碱基数目，进而导致回复放松状态。
在机制方面，是由于拓扑酶经由在原本右手螺旋的DNA导入右手螺旋或左手螺旋的回转而使得连环数发生对应的增或减。
对细胞的DNA而言，会随时在两种拓扑酶的调控下在放松状态以及超螺旋状态之间变化。然而当DNA 要自我复制或转译时，非得放松的状态不可，因此拓扑酶的调控便对DNA的功能行使有举足轻重的影响。
與DNA雙螺旋的旋轉方向相同的扭轉稱為正超螺旋；反之稱為負超螺旋。是一種三級構造。
DNA超螺旋有两种存在形式：具绞旋线超螺旋以及螺管式超螺旋。具绞旋线是发生在当DNA从细胞中独立出来后形成的超螺旋状态，而螺管式则是当DNA处于染色质中维持的超螺旋状态。其中以螺管式缠绕的更加紧密，且需要蛋白质的辅助方能形成——染色质中组蛋白。
由于拓扑酶对于DNA双螺旋结构的形成以及放松起关键性作用，换句话说，就是对DNA的表达以及自我复制有调控作用。
因此许多药物被开发来作为拓扑酶的抑制剂，就可以将该药物作为抗生素或抗癌药应用。

## 怀特公式
扭转数（T；twisting number）绞拧数（W；writhing number）與环绕数（L；Linking number）之間的關係可寫成：
L = T + W
其中，L（环绕数）定义为当一个环状双螺旋DNA分子平铺在平面时，一条链跨越另一条链的次数，T（扭转数），指一条链绕双螺旋假想轴缠绕的圈数，W（缠绕数）亦称为超螺旋数（Number Of Turns Of Superhelix）
一般情况下，大多数生物体的DNA是负超螺旋。

## 外部連結
- 核酸三級構造（页面存档备份，存于）